# El País maldito
El País maldito (en el francés original, Le Pays maudit) es la decimonovena historia de la serie Johan y Pirluit, escrita y dibujada por Peyo para su publicación en 1964. 

## Trayectoria editorial
La historieta se publicó por primera vez en los números 1235 a 1276 de Le Journal de Spirou.
En 1964 fue recopilada en un álbum homónimo.
En España, fue serializada en la revista Spirou Ardilla en 1980 y publicada en formato álbum por Bruguera en 1983.

## Argumento
Un grupo de saltimbanquis llega al castillo del Rey para animarlo, poruqe está muy triste. Ninguno de los actos anima al Rey, y por último el jefe de pista muestra una criatura que afirma es única, pero resulta ser un pitufo; el jefe de pista se lo había comprado por dos escudos a un sujeto que lo halló en el camino. Como por ley un esclavo puede comprar su libertad si reembolsa su propio precio, Johan le entrega dos escudos al Pitufo para que le pague al jefe de pista.
El Rey comienza a animarse un poco por la curiosidad que le causa el pitufo, que trata de explicar por qué salió del País Maldito, pero como habla en pitufo, no se le entiende nada, excepto que habla mucho de "el pitufo que pitufa pitufo". Sin embargo, Johan deduce que algo malo sucede en el País Maldito, así que decide partir hacia allá junto con Pirluit. El Rey decide ir con ellos para acabar con su aburrimiento, pero esto los retrasa constantemente.
Johan, Pirluit, el Pitufo y el Rey van a casa de Homnibus para que los transporte al País Maldito. Homnibus está resfriado y con fiebre, y usa su bola de cristal para averiguar qué es "el pitufo que pitufa pitufo" pero solo puede ver la Aldea Pitufa arrasada y a Papá Pitufo encadenado. El esfuerzo agota al enfermo Homnibus, así que no puede transportarlos allá. Johan decide partir en camino al País Maldito por la mañana y, mientras, Homnibus hace que Oliver los lleve a un cuarto de huéspedes. Al día siguiente, antes de que Johan y compañía partan, Homnibus les da un bastón mágico que hace brotar agua si se golpea contra el suelo y se dice "alakazam".
Johan y los demás tienen que atravesar un espeso bosque, hasta llegar a una ciénaga. Cuando Johan trata de cruzar, se hunde en arenas movedizas, pero Pirluit y el Rey lo rescatan con un tronco, y todos prosiguen camino en una balsa. Luego tienen que cruzar el desierto y descubren que el bastón sólo da agua salada. Al fin llegan a un riachuelo donde beben, y cruzan heladas montañas hasta que al fin llegan al País Maldito, donde Pirluit tira el inútil bastón.
La Aldea Pitufa está destrozada y no hay rastro de los Pitufos,y pronto todos descubren qué es "el pitufo que pitufa pitufo": un dragón que escupe fuego. El dragón captura al Rey y se lo lleva más allá de una colina.
A algunas leguas de allí, el dragón llega con su amo, un hombre llamado Monulfo. Cuando el Rey afirma que Johan y Pirluit vendrán a rescatarlo, Monulfo envía a Chamusquina, el dragón, a por ellos. Johan, Pirluit y el Pitufo que venía con ellos logran ocultarse de Chamusquina y encuentran una gruta. Dentro se encuentran los demás pitufos, a los que Monulfo obliga a extraer diamantes. Cuando Monulfo se va, Johan y Pirluit salen de su escondite y el Pitufo se reúne con los demás. Los Pitufos cuentan la historia completa: Monulfo llegó con su dragón al País Maldito y arrasó la aldea para asustar a los pitufos, después atrapó a Papá Pitufo y amenazó con decapitarlo si no le obeecían y le conseguían diamantes. Johan y Pirluit buscan a Papá Pitufo en la cueva mientras los pitufos siguen trabajando para disimular. Pirluit se pierde y Monulfo lo captura, mientras que Johan encuentra la guarida de Monulfo en la gruta, donde hay una fortuna en diamantes. Monulfo trata de emboscarlo, pero Johan lo vence y lo ata.
Monulfo guía a Johan hasta el calabozo, donde Papá Pitufo, Pirluit y el Rey son liberados. Papá Pitufo se reúne con los pitufos. Sin embargo, nadie puede salir de la gruta, pues Chamusquina los espera a la salida. Un Pitufo encuentra otra salida que es muy pequeña para los humanos, pero permitirá que los Pitufos busquen comida. Un pitufo supuestamente trae membrillos, pero en realidad es adormidera, lo que le da a Johan la idea de que los Pitufos traigan más adormidera para hacerla sopa en un caldero y dejarla en la salida para Chamusquina, que se duerme al comerla.
El dragón es muy peligroso para dejar que despierte, pero es invulnerable a cualquier arma. Papá Pitufo considera que la alternativa es quitarle la habilidad de escupir fuego, así que Johan envía a Pirluit a recuperar el bastón mágico. Cuando Pirluit lo trae, Johan corta un trocito que todavía tiene las mismas propiedades mágicas, pero puede ser manipulado por un pitufo. Tras no hallar voluntarios, Papá Pitufo entra por la boca de Chamusquina con la varita, pero Chamusquina despierta y Monulfo le ordena atacar. Por suerte, ahora Chamusquina sólo escupe agua... y a Papá Pitufo, que ha tenido éxito. Ahora que escupe agua, Chamusquina se amansa.
Los Pitufos comienzan la reconstrucción de su aldea, y Johan, Pirluit y el Rey se van a lomos de Chamusquina, con Monulfo prisionero. Papá Pitufo les entrega los diamantes de Monulfo, pero son muy pesados para llevarlos.
En su camino de regreso al castillo, Johan y compañía encuentran a los saltimbanquis del principio, y Johan le vende Chamusquina al jefe de pista por dos escudos, en compensación por el mal negocio que fue perder al Pitufo. Más tarde, en el castillo, el Rey acusa a Pirluit de haber estado jugando con el bastón mágico. Pirluit se hace el inocente, a pesar de que el castillo está inundado.